# タイパット (人工衛星)
タイパット (タイ語:ดาวเทียมไทพัฒ、英語：Thaipat）は、タイ王国の小型情報通信、リモートセンシング衛星シリーズ。

## 概要
タイパットは、マハーナコーン工科大学情報通信工学部のタイパット人工衛星研究センターが、イギリスのサリー大学（University of Surrey）と共同研究を行い開発したタイ初のマイクロサット衛星。タイパットの名前は、1998年10月にラーマ9世が命名した。1998年7月10日にタイパット1号（TMSAT）がカザフスタン バイコヌール宇宙基地からゼニット2ロケットで打ち上げられた。さらに2002年にタイパット2号の開発が開始。さらに、2.5m級分解能の資源調査衛星タイパット3号の開発も計画された。

## 衛星一覧
| 名称                    | タイ名 | 軌道   | 打上日(GMT)   | 運用終了日 | 打上機    |
| ----------------------- | ------ | ------ | ------------- | ---------- | --------- |
| タイパット1号 <TMSAT-1> | ไทพัฒ 1 | 低軌道 | 1998年7月10日 | ---        | ゼニット2 |
| タイパット2号 <TMSAT-2> | ไทพัฒ 2 | 低軌道 | 開発中        | ---        | ---       |

## 関連事項
- 人工衛星
- 通信衛星
- リモートセンシング衛星
- アマチュア衛星